# Organza

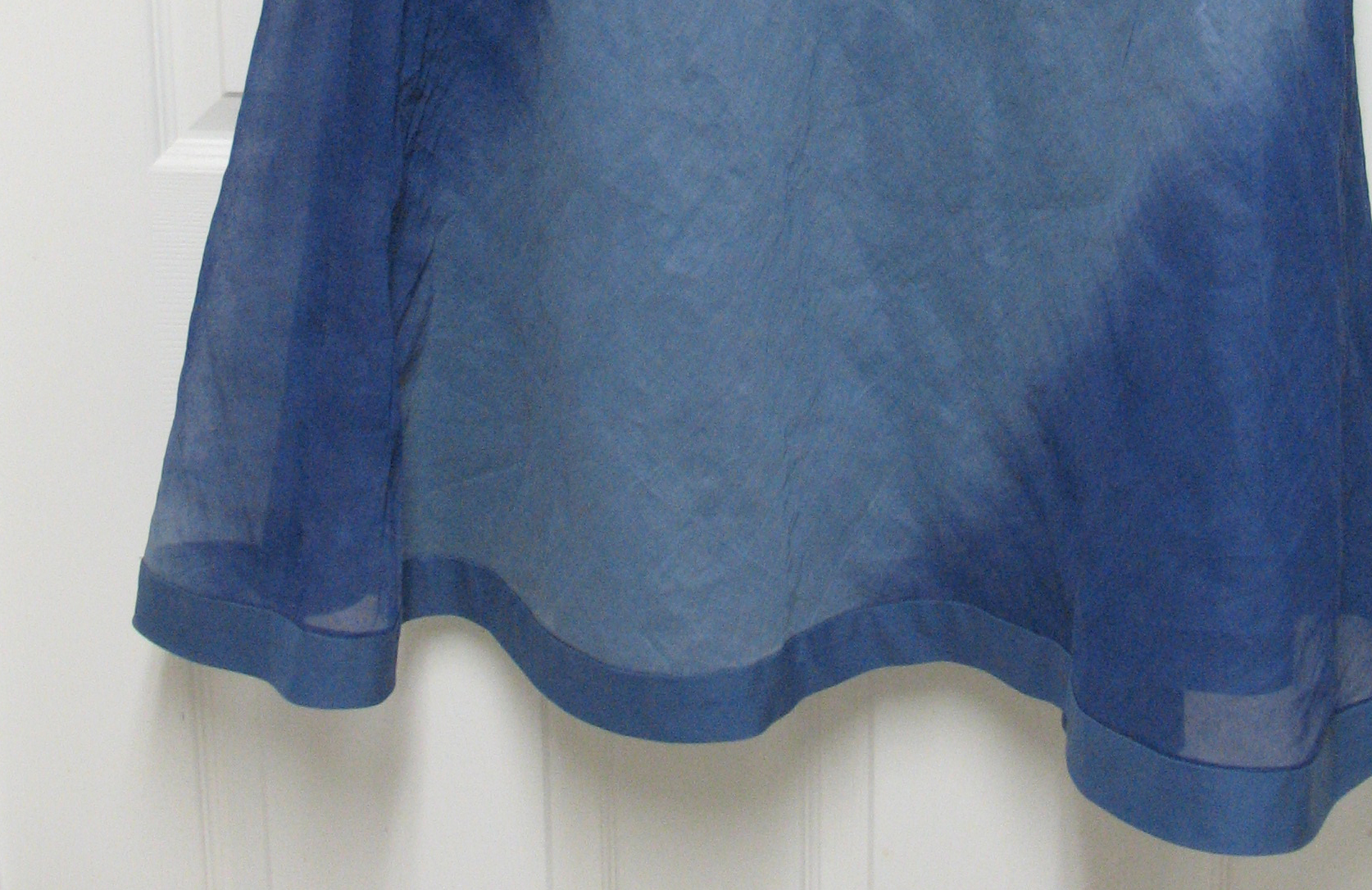
Faldilla feta d' organza

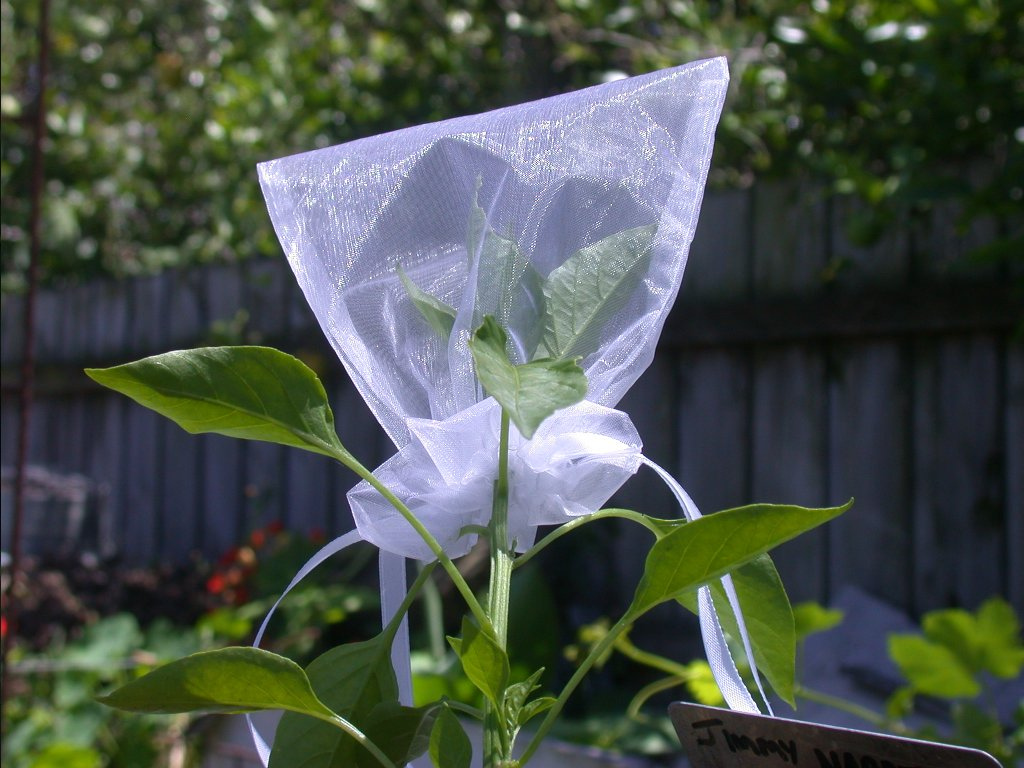
Bossa dorgansa protegint una planta.

L'Organza és un teixit llis, transparent, de tela prima, feta tradicionalment de seda. Moltes organzas modernes es teixeixen amb fibres sintètiques com polièster o niló. L'organza de seda es teixeix en diverses fàbriques al llarg del riu Yangtze ia la província de Zhejiang a la Xina. A la zona de Bangalore de lÍndia es teixeix una organza de seda més tosca. Es teixeixen organzas de seda de luxe a França i Itàlia. L' Organza es distingeix pel seu tacte fi, rigidesa en relació amb el pes i la textura superficial relliscosa.

## Etimologia
El terme pot derivar del francès organsin, en última instància de la ciutat d'Urgench, a l'Àsia central, un punt a la meitat de la Ruta de la Seda del Nord.

## Usos
L'Organza s'utilitza per a roba nupcial i roba de nit. De vegades, s'utilitza com a element estructural ocult. A partir de la dècada de 1980, les tendències van canviar i l'“organza” va començar a veure's més utilitzada en la roba del dia a dia. Al mercat d'interiors s'utilitza per a efectes en dormitoris i entre habitacions. Les teles d' organza de doble amplada en viscosa i acetat s'utilitzen com a cortines transparents.